# Don’t Stop Believin’ (альбом)
Don’t Stop Believin’ — восьмой студийный альбом австралийской певицы Оливии Ньютон-Джон, выпущенный 30 октября 1976 года на лейбле EMI. Альбом получил золотую сертификацию от Американской ассоциации звукозаписывающих компаний (RIAA), занял 33-е место в американском чарте Billboard Top LPs & Tape и седьмое место в кантри-чарте.
Первым синглом, выпущенным с альбома, стал заглавный трек, который достиг 33-го места в американском чарте Billboard Hot 100 и первого места в американском чарте Adult Contemporary. «Every Face Tells a Story» не смог возглавить чарт Adult Contemporary и прервал череду последовательных синглов «номер один». Третий сингл, «Sam», стал лидером в чарте Adult Contemporary, а также занял 20-е место в Billboard Hot 100.
Концертный альбом Love Performance, записанный в рамках промо-тура для Don’t Stop Believin’, был выпущен в Японии в 1981 году.

## Список композиций
| №  | Название                   | Автор(ы)                   | Длительность |
| -- | -------------------------- | -------------------------- | ------------ |
| 1. | «Don’t Stop Believin’»     | Джон Фаррар                | 3:33         |
| 2. | «A Thousand Conversations» | Брюс Уэлч, Хэнк Марвин     | 2:58         |
| 3. | «Compassionate Man»        | Джон Фаррар, Крис Кристиан | 3:21         |
| 4. | «New-Born Babe»            | Гленн Кардиер              | 3:20         |
| 5. | «Hey Mr. Dreammaker»       | Брюс Уэлч, Алан Тарни      | 4:05         |

| №  | Название                   | Автор(ы)                             | Длительность |
| -- | -------------------------- | ------------------------------------ | ------------ |
| 1. | «Every Face Tells a Story» | Питер Силлс, Дон Блэк, Майкл Эллисон | 3:38         |
| 2. | «Sam»                      | Джон Фаррар, Хэнк Марвин, Дон Блэк   | 3:43         |
| 3. | «Love You Hold the Key»    | Оливия Ньютон-Джон, Джон Фаррар      | 2:31         |
| 4. | «I’ll Bet You a Kangaroo»  | Ларри Мюррей                         | 3:35         |
| 5. | «The Last Time You Loved»  | Брайан Нири                          | 3:35         |

## Чарты
| Чарты (1976–1977)                  | Высшая позиция |
| ---------------------------------- | -------------- |
| Австралия (Kent Music Report)      | 88             |
| Канада (RPM Top Albums/CDs)        | 56             |
| США (Billboard 200)                | 33             |
| США (Billboard Top Country Albums) | 7              |
| Япония (Oricon)                    | 3              |

| Чарт (1977)                        | Позиция |
| ---------------------------------- | ------- |
| США (Billboard 200)                | 77      |
| США (Billboard Top Country Albums) | 34      |

## Сертификации и продажи
| Регион                                                      | Сертификация | Продажи  |
| ----------------------------------------------------------- | ------------ | -------- |
| Канада (Music Canada)                                       | Золотой      | 50 000^  |
| США (RIAA)                                                  | Золотой      | 500 000^ |
| Япония                                                      | —            | 134 190  |
| ^ Данные о тиражах приведены только на основе сертификации. |              |          |